# William Otter (1768-1840)
William Otter, né le 23 octobre 1768 et mort le 20 août 1840, était un évêque anglican, évêque de Chichester de 1836 à 1840.